# Justo Daract (San Luis)
Justo Daract est une localité de la province de San Luis, en Argentine dans le département de General Pedernera. Elle est située à l'est de la province en limite de la province de Córdoba.